# Guerra Irán-Irak
La guerra Irán-Irak (conocida en Irán como la Guerra Impuesta, en persa: جنگ تحمیلی‎, tr. Llang-e Tahmilí y La Santa Defensa, en persa: دفاع مقدس‎, tr. Defâʿ-e moqaddás, y en Irak como la al-Qādisiyya de Sadam, en árabe: قادسيّة صدّام‎, tr. Qādisiyyat Ṣaddām) fue un conflicto bélico surgido entre Irán e Irak que comenzó por Irak el 22 de septiembre de 1980 y duró hasta el 20 de agosto de 1988, finalizando este sin un claro vencedor. Sus orígenes se remontan a la larga hostilidad árabe-persa y a las tradicionales rivalidades locales; en concreto, Irak pretendía invertir la delimitación de fronteras entre los dos países, establecida en los Acuerdos de Argel (1975), para conseguir la anexión de la región de Shatt al-Arab.
Durante todo el tiempo que duró el conflicto, Irak siempre estuvo en una clara desventaja demográfica frente a su rival, pues cabe recordar que, cuando estalló la guerra en el año 1980, Irak tenía una población de 14 millones de habitantes, en tanto que Irán poseía ya una población de alrededor de 38 millones de habitantes. Cuando terminó la guerra, los costos en vidas humanas, así como los daños a la economía de ambas naciones, fueron sumamente graves, lo que redundó en cifras de desempleo de hasta dos dígitos -con un millón de soldados iraquíes e iraníes y civiles de ambos bandos muertos, así como muchos hombres laboralmente activos con alguna discapacidad. Al final el conflicto se resolvería solamente debido a la enorme presión internacional, sin reparaciones ni cambios en las asignaciones fronterizas que habrían sido su causa. 
Este conflicto bélico suele ser comparado con la Primera Guerra Mundial debido al uso de las mismas tácticas, como el combate desde trincheras a gran escala, nidos de ametralladoras, cargas de bayoneta, uso de alambre de púas ante las trincheras, oleadas de ataques a través de tierra de nadie y el empleo extensivo de armas químicas como el gas mostaza y el gas sarín por parte del gobierno iraquí contra las tropas iraníes y civiles, como los kurdos. Cabe recordar que el líder iraquí Sadam Huseín empezó a utilizar armas químicas con el objetivo de reducir o compensar la gran desventaja poblacional que tenía su país y su ejército frente a las numerosas tropas de Irán. Con el tiempo el Consejo de Seguridad de las Naciones Unidas anunció que las armas químicas habían sido usadas en la guerra. Así mismo, la Organización de las Naciones Unidas (ONU) nunca aclaró que Irak era el único que usaba armas químicas, para decir que la comunidad internacional guardaba silencio sobre Irak por el uso de armas de destrucción masiva contra los iraníes y los kurdos y que los Estados Unidos impidieron a la ONU condenar a Irak, según la Resolución 598 del Consejo de Seguridad de las Naciones Unidas.

## Terminología
La guerra solía llamarse guerra del Golfo o la guerra del Golfo Pérsico hasta la guerra del Golfo (enero y febrero de 1991, en la que Kuwait fue liberado de tropas iraquíes por las fuerzas de la coalición internacional), por lo que se le llamó la Primera Guerra del Golfo Pérsico. El conflicto entre Irak y Kuwait fue llamado originalmente como la Segunda Guerra del Golfo Pérsico, más tarde se le conoció como la guerra del Golfo. La invasión de Irak de 2003 por Estados Unidos y la consiguiente ocupación del país de 2003-2011 fue llamada la segunda guerra del Golfo Pérsico.
La guerra de 1980-1988 es conocida en Irán como la Guerra Impuesta (جنگ تحمیلی, tr. Ŷang-e-tahmilí) y la Santa Defensa (دفاع مقدس, tr. Defâ'-e-moqqaddas). En Irak el presidente Sadam Huseín llamó inicialmente al conflicto la Guerra relámpago y se le conoce también como la al-Qādisiyya de Saddam (قادسيّة صدّام, tr. Qādisiyyat Ṣaddām) en referencia a la antigua batalla de al-Qādisiyyah.

## Antecedentes
La guerra entre Irán e Irak (1980-1988) tuvo lugar durante la Guerra Fría, sin embargo, el conflicto no se explica como consecuencia del enfrentamiento este-oeste a nivel internacional, sino por las dinámicas regionales presenciadas desde la década de 1970. En 1971, tras la retirada de Gran Bretaña en el Golfo Pérsico, el Sha Mohammad Reza Pahlevi se apoderó del estuario de los ríos Tigris y Éufrates en el Golfo Pérsico, Shatt al-arab (Arvand Rud en Irán), y de las islas gran Tumb, pequeña Tumb y Abu Musa que dominan el acceso al Estrecho de Ormuz como parte de su estrategia para expandir la posesión de sus recursos naturales y garantizar su papel como garante de la seguridad a nivel regional. Por su parte, el gobierno iraquí reclamó que en 1937 el mandato británico determinó que Shatt al-arab formaría parte de los límites fronterizos iraquíes.
El incremento de las tensiones condujo a la firma del Acuerdo de Argel el 6 de marzo de 1975 entre el presidente Ahmed Hasan al-Bkr y el Sha Mohammad Reza Pahleví, en donde se estipuló que la frontera sería en la línea vaguada, en el centro del canal principal del Shatt al-arab, a cambio de que el gobierno iraní cesara su ayuda a la guerrilla kurda. Gracias a las negociaciones, los barcos iraníes obtuvieron acceso irrestricto al estuario e Irak renunció a sus reivindicaciones territoriales, hecho que posteriormente denunció públicamente como una imposición forzada y una violación de los derechos árabes.
Para finales de 1975, los gobiernos iraquí e iraní firmaron acuerdos de buenos vecinos que incluían la interacción entre puestos fronterizos iraníes e iraquíes, la navegación de Shatt al-Arab y el movimiento de ciudadanos entre ambos países. A partir de entonces, las relaciones de ambos Estados se caracterizaron por la cooperación. Posteriormente, la relación irano-iraquí se afianzó cuando en 1977 se formó una coalición con los estados del Golfo Pérsico y los miembros de la OPEP, con Irán e Irak a la cabeza, contra Arabia Saudita, debido a que la coalición buscó aumentar los precios del petróleo 10 por ciento, mientras que Arabia Saudita pugnó por estabilizarlos, lo que generó dos sistemas de precio de petróleo.
Sin embargo, la situación adquirió nuevas proporciones cuando en 1979 el hasta entonces vicepresidente iraquí, Sadam Huseín, tomó posesión de la presidencia de su país, mientras que en el mismo año la Revolución Iraní condujo al establecimiento de la República Islámica con el Ayatolá Jomeiní a la cabeza. El nuevo escenario político se caracterizó por el “enfrentamiento entre dos hegemonías regionales con diferentes concepciones de organización social, una islamista y la otra nacionalista árabe, cuyo objetivo era posicionarse como la potencia en el Golfo Pérsico.”
El proyecto de Sadam Huseín se basaba en la idea de “convertirse en el líder de la nación árabe, huérfana de un conductor carismático desde la muerte de Nasser en 1970”. En materia de política exterior realineó sus intereses con los de Occidente, minó las que tenía con Moscú tras la persecución masiva de los miembros del Partido Comunista en el país, y reanudó los reclamos por las islas Tumb. Por su parte, el nuevo régimen de Teherán, caracterizado por su premisa “ni con Oriente ni con Occidente”, proporcionó ayuda a la organización chiita clandestina al-Da’wah al-Islamiyah (el llamado Islámico) con la intención de interferir en la política iraquí mediante el asesinato de altos funcionarios iraquíes e incidentes fronterizos en aras de “derrocar el régimen ateo del partido ba’th y remplazarlo por una república islámica.”
El contexto postrevolución iraní y la superioridad estratégica temporal iraquí fue aprovechado por Sadam Huseín para derogar los acuerdos de Argel el 17 de septiembre de 1980. Luego, tras acusar al gobierno de Teherán de “violaciones repetidas y flagrantes de la soberanía iraquí”, el 22 de septiembre el Ejército iraquí inició la guerra contra Irán por diversos frentes. Posteriormente, en enero de 1981 Irán lanzó su contraofensiva.

### Preguerra iraní
Hasta antes de la guerra y de la instauración de la República Islámica, el gobierno iraní del Shah Mohammad Reza Pahlevi gozó de ser el principal aliado de Estados Unidos en la región, especialmente porque los intereses estadounidenses coincidieron con la ambición del Shah sobre modernizar a Irán en aras de convertirlo en un poder regional política y militarmente hablando. Como resultado de la estrecha relación iraní-estadounidense, en la década de 1970 Irán fue el principal importador de armamento militar en el Medio Oriente, al adquirir el 26,5 por ciento del armamento a nivel regional. 
Entre sus principales adquisiciones se encontraron armas convencionales, grandes cantidades de armas policiales y equipo paramilitar, como gases lacrimógenos, palos antidisturbios y armas ligeras. Además, entre 1970 y 1978, el gobierno estadounidense proporcionó a Irán asistencia y equipo militar por alrededor de $20 mil millones de dólares, sin embargo, el régimen Pahleví también tenía otros proveedores tales como Reino Unido, Italia, Francia y Alemania.
Fue también en esa época que el Sha buscó fortalecer su posición como el garante de la seguridad en el Golfo Pérsico, respaldado por Estados Unidos. Como parte de esa política, desplegó alrededor de 3000 soldados en la provincia de Dhofar, Omán, en aras de contrarrestar la guerrilla de izquierda apoyada por la República Popular del Sur de Yemen; hizo declaraciones diplomáticas para apoyar la seguridad de los países circundantes como Arabia Saudita y Emiratos Árabes Unidos; y estableció una alianza estratégica con Omán para controlar la entrada de embarcaciones en el Golfo Pérsico y prevenir el abastecimiento de armas a los grupos disidentes.

### Preguerra iraquí
En el contexto político a nivel regional, Irak, al igual que sus vecinos árabes, se encontraba sumido en la idea del nacionalismo árabe. Por ello, el 6 de octubre de 1973, el gobierno iraquí participó en la cuarta guerra árabe-israelí (también llama de Guerra de Octubre para los árabes y guerra de Yom Kipur para los israelíes). La guerra fue iniciada por Egipto y Siria con el objetivo de recuperar los territorios ocupados por Israel en la guerra de 1967, a saber, el Sinaí egipcio y los Altos del Golán sirios. 
Una vez que dio inicio el enfrentamiento, Irak y Jordania participaron militarmente; pequeños contingentes llegaron desde Marruecos y Kuwait; y, Argelia, Arabia Saudita, Sudán, Túnez y el Líbano enviaron personal para atender a los heridos. Como parte de la Guerra de 1973, seis miembros de la Organización de Países Exportadores de Petróleo (OPEP), entre ellos Irak, aumentaron el precio de petróleo curdo al doble en diciembre del mismo año y llevaron a cabo un embargo petrolífero a los Estados occidentales que apoyaron a Israel durante el conflicto bélico.
En materia de estabilidad política el gobierno iraquí se enfrentó a tres amenazas, el movimiento separatista kurdo, la comunidad chiita iraquí y el Partido Comunista Iraquí. Por otro lado, Irak en 1975  no tenía las condiciones materiales para competir contra Irán por la hegemonía, debido a que sus fuerzas armadas estaban al borde del colapso total a consecuencia de una gran escasez de municiones, lo que a su vez le impidió continuar la guerra contra los kurdos.
Por otra parte, durante la década de 1970 en materia armamentista, Irak se consolidó como un cliente de la Unión Soviética; no obstante, a partir de 1975 el régimen del Baaz diversificó a sus proveedores y en el mismo año, alrededor del 50 por ciento de sus nuevas armas las adquirió de Francia a cambio de petróleo. Además, a nivel regional se posicionó como el quinto mayor comprador de armas en el Medio Oriente, al importar el 8 por ciento del total de armas adquiridas en la región.

## Invasión iraquí

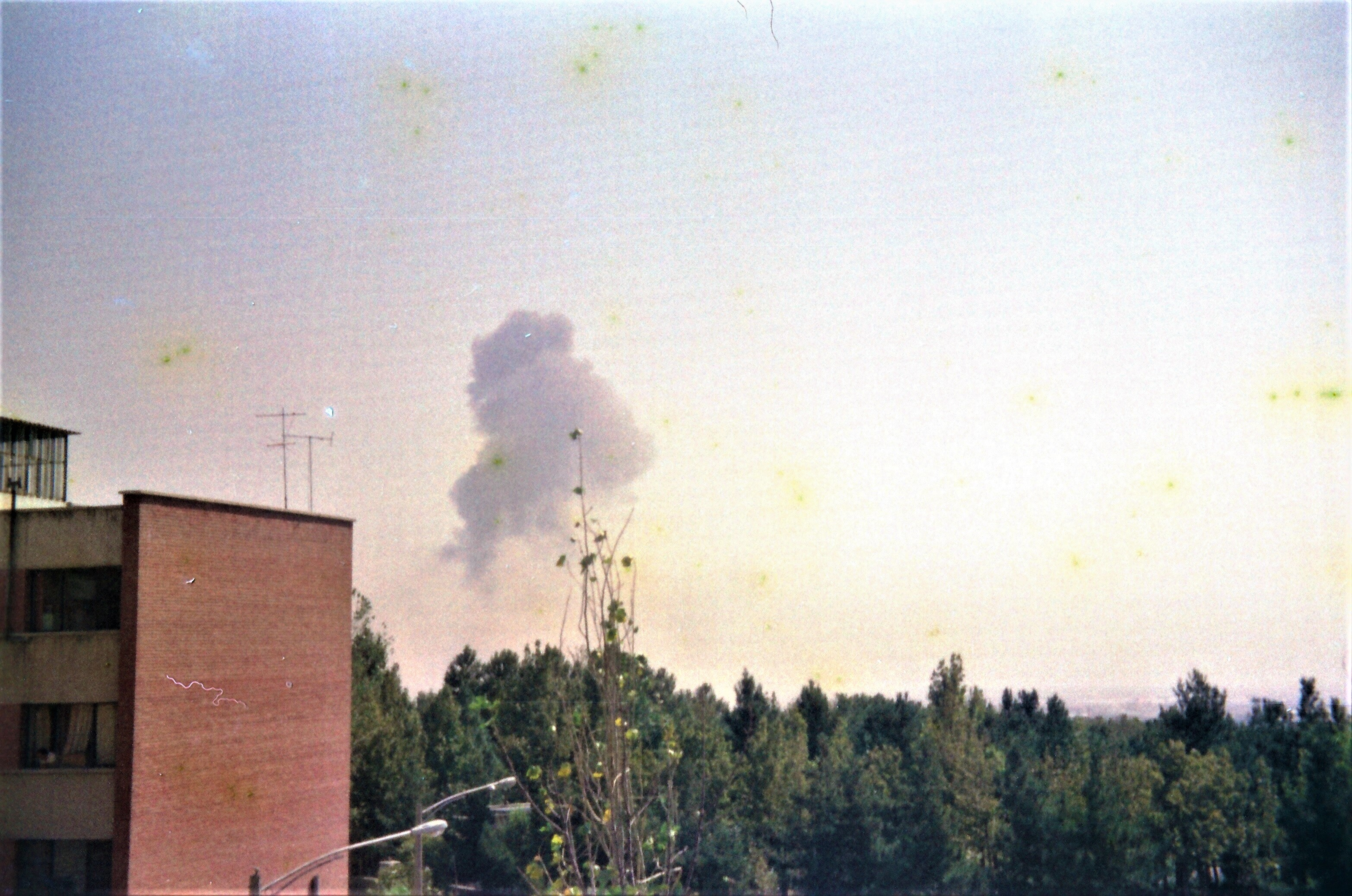
Guerra entre Irán e Irak - 22 de septiembre de 1980 - Teherán

La guerra comenzó el 22 de septiembre de 1980 cuando fuerzas iraquíes compuestas por 190.000 hombres, 2200 tanques y 450 aviones, atacaron la provincia iraní de Juzestán, en la Operación Kaman 99, rica en petróleo, donde vivían 3 millones de árabes, Huseín esperaba su apoyo pero esto no sucedió. Pero, aunque las fuerzas iraquíes obtuvieron éxitos al principio, Saddam detuvo a sus tropas, lo que dio tiempo a Irán a reorganizar sus fuerzas y lanzarse al contraataque. En ese momento el gobierno iraní llamó a los jóvenes de su país a acudir al frente como voluntarios. Alrededor de 100.000 soldados y 200.000 milicianos se presentaron en poco tiempo. De este modo la guerra relámpago que esperaban los iraquíes se convirtió en una guerra de desgaste en un frente de 300 km.
Hacia 1982, las tropas iraquíes habían sido expulsadas de la mayor parte de Irán, que rechazó la posibilidad de comenzar un proceso de paz y continuó una guerra que pensaban que podrían ganar.

## Armamento de los contendientes

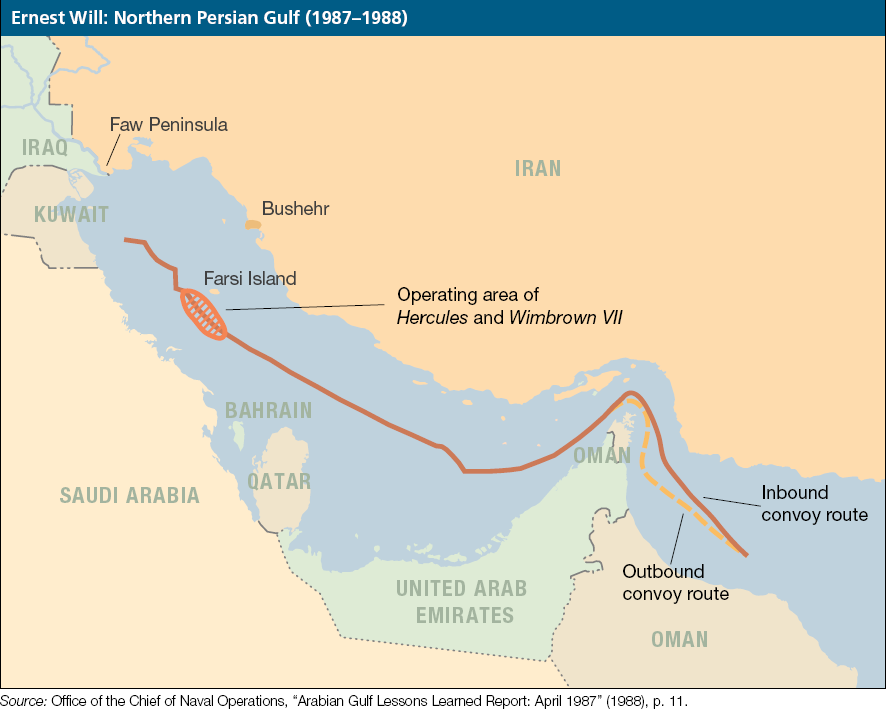
Mapa de la ruta del convoy durante la operación Earnest Will.

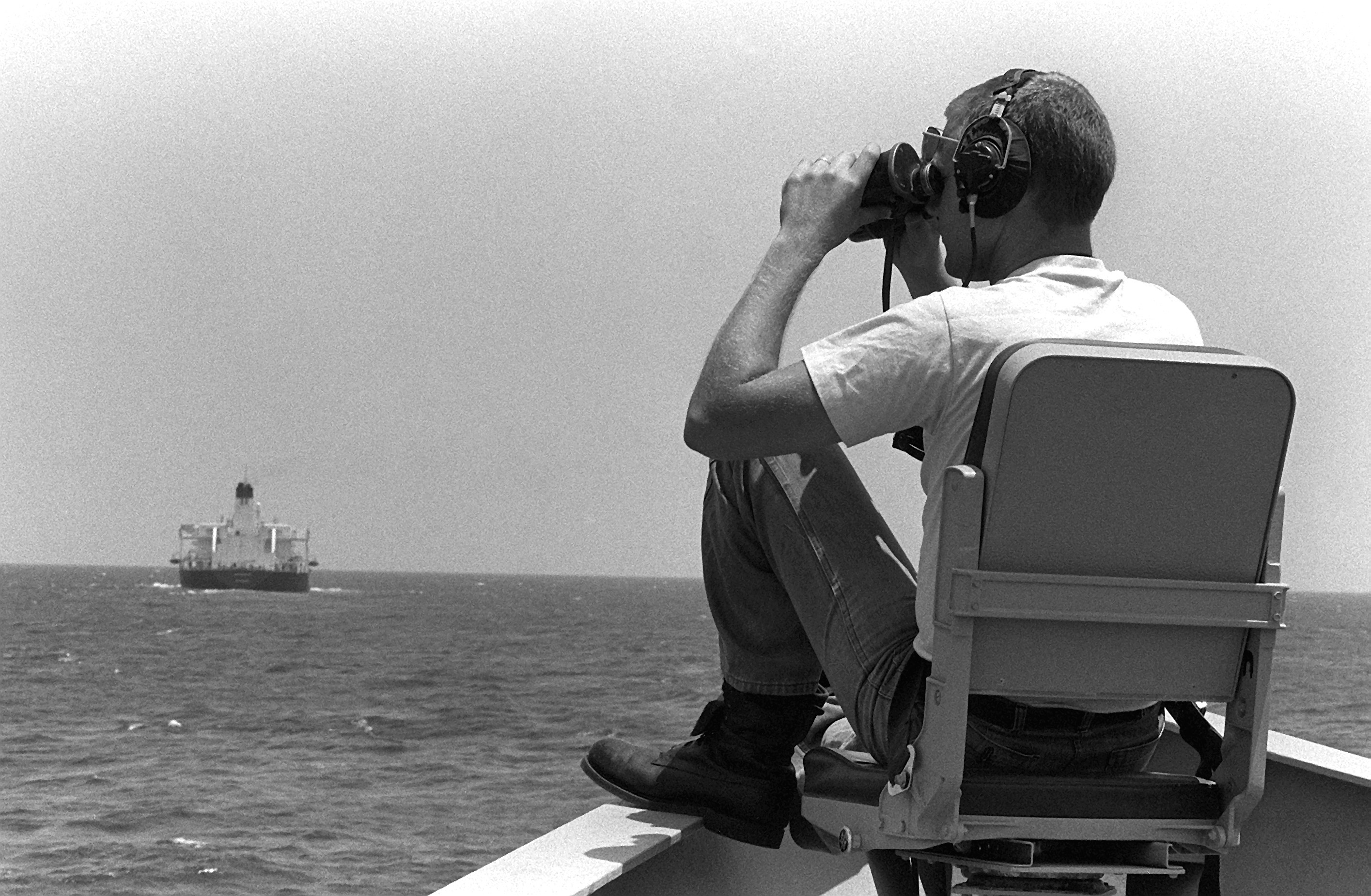
Especialista comprobando la ausencia de minas.

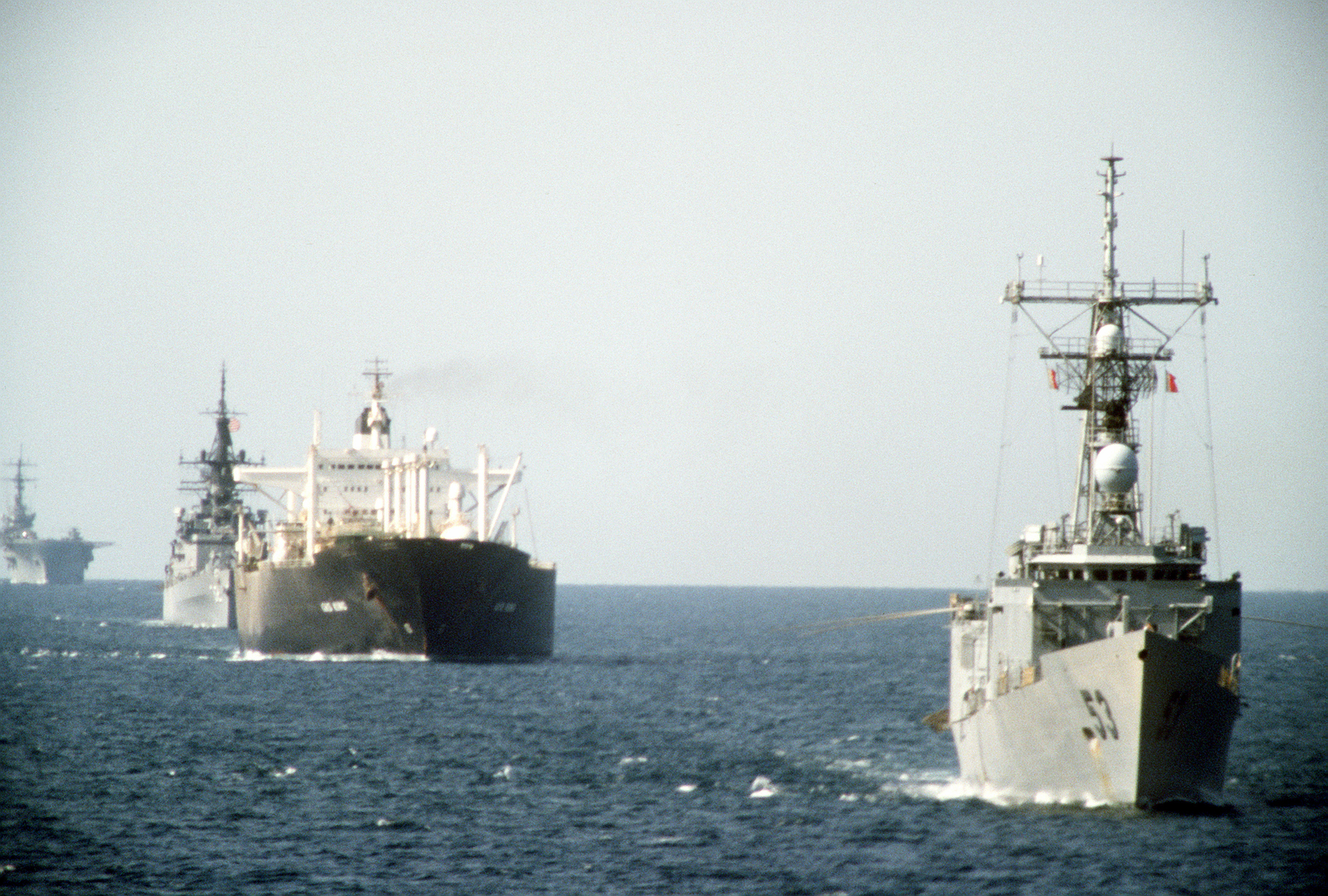
Gas King siendo escoltado.

A lo largo del conflicto, Irak usó armas de origen soviético como fusiles de asalto AK-47 y AKM de calibre 7,62 mm, ametralladoras RPK del mismo calibre y PKM de 7,62 x 54 R, fusiles de francotirador semiautomáticos SVD del mismo calibre, lanzacohetes antitanque RPG-7, lanzacohetes Katiusha, cañones D-30 de 122 mm y tanques T-54 y T-55; también aviones de reacción Mirage III franceses y varias armas químicas como el gas mostaza y el gas sarín. Irán usó fusiles de asalto alemanes Heckler & Koch G3 de 7,62 mm (usado desde los tiempos en que Irán estaba gobernado por la monarquía y que también fue utilizado en la Revolución iraní) y Tipo 56 (versión china del AK-47) de 7,62 mm, comprados a China, al igual que las carabinas semiautomáticas SKS hechas en ese país, así como máscaras antigás y trajes especiales contraataques químicos, aunque no todos los combatientes iraníes los tenían. Cuando el ayatolá Jomeini se enteró de que muchas armas compradas a Occidente (como el fusil de asalto Galil y el subfusil Uzi israelíes), que usaba el ejército, los Cuerpos de la Guardia Revolucionaria Islámica y la milicia Basij, provenían de Israel, no dudó en aprobarlas alegando que: No estamos obligados por la religión islámica a preguntar el origen de las armas, vayan y cómprenlas.
En 1986 estalló el escándalo Irangate o Irán-Contra, cuando se descubrió que el gobierno del presidente de Estados Unidos Ronald Reagan vendía misiles BGM-71 TOW a Irán, saltándose el bloqueo que su propia administración había decretado contra este país, y con el dinero de esta venta financiaba a las Contras de Nicaragua que combatían al gobierno del Frente Sandinista de Liberación Nacional (FSLN). El teniente coronel Oliver North fue hecho responsable y no se investigó a nadie por encima de él.

## Guerra de trincheras
Entre 1982 y 1987, las fuerzas iraníes organizaron la ofensiva a lo largo de la frontera, fundamentalmente en el sur, donde el principal objetivo era la conquista de Al Ba'ra a la vez que cortar la carretera que une Bagdad con Basora. Los ataques iraníes sobre las posiciones atrincheradas iraquíes recordaron las tácticas de desgaste de la I Guerra Mundial. Irán comenzó a usar numerosa infantería pobremente armada. En este tipo de guerra tenía ventaja sobre su enemigo, pues entonces Irán tenía 38 millones de habitantes e Irak 13 millones. Los iraquíes compensaron su inferioridad numérica con el uso de armas químicas.
Se han relatado algunos casos en los que los infantes eran enviados al frente sin arma alguna[cita requerida], usando la táctica de desbordamiento. En otros casos[cita requerida] se mandó a jóvenes y niños iraníes en masa y sin armas sobre los campos minados, para que detonaran los explosivos y dejaran los caminos limpios para el paso de los tanques; a los chicos se les daba llaves de plástico hechas en Taiwán, pues se les consideraba como las llaves del Paraíso. Entre 1983 y 1988, años de constantes ofensivas iraníes contra Basora, murieron 60 mil personas. Los años más decisivos fueron 1985 y 1986.
Con la ayuda de grandes donaciones y préstamos de los estados árabes de la región del golfo Pérsico (sobre todo Arabia Saudita), y el suministro de armamento (entre otros, de la Unión Soviética, Estados Unidos y Francia), Irak resistió en tierra, mientras su fuerza aérea atacaba ciudades iraníes e instalaciones petrolíferas en el golfo Pérsico.
Irán tomó represalias contra los estados que apoyaban a Irak, mientras Sadam Huseín buscaba implicar a otros países en el conflicto. En 1987, Estados Unidos y otras potencias asumieron la responsabilidad de proteger el tránsito de buques petroleros en el golfo Pérsico.
Irak recibió apoyo técnico y armas de Estados Unidos. Sus armas químicas fueron producidas con materiales de doble uso otorgados por Estados Unidos y algunas compañías alemanas. Se calcula que 50 000 soldados iraníes murieron a lo largo del conflicto debido a armas químicas.[cita requerida]
En 2002 el diario británico The Independent divulgó una lista de 22 compañías norteamericanas que dieron apoyo a la fabricación de armas químicas por parte del régimen de Saddam.

## Negociaciones y cese del fuego
Hacia 1988 Irán continuaba la guerra, pero las fuerzas iraquíes lanzaron una serie de ofensivas exitosas. En julio de 1988, Irán e Irak se vieron empujados a aceptar la Resolución 598 –adoptada por el Consejo de Seguridad de la ONU el 20 de julio de 1987– al ver que no podían vencer en el conflicto.
Finalmente se llegó a la paz el 20 de agosto de 1988, sobre la base del mantenimiento de la situación territorial anterior al enfrentamiento bélico. Se calcula que la guerra se saldó con un millón de muertos (el 60% de ellos iraníes) y casi dos millones de heridos, además de enormes gastos materiales que dejaron la economía de ambos combatientes en una situación muy precaria.
Jomeini afirmó que aceptar la paz había sido para él como «beber un trago de veneno». Entre las causas por las que el conflicto se mantuvo incluso cuando ambos contrincantes estaban exhaustos está el continuo aporte de armas entregadas por países extranjeros.

## Frente interno

### Irak
Como algo primordial Sadam Huseín intentó garantizar al pueblo iraquí que sufriría lo menos posible por la guerra. Hubo racionamiento, pero los proyectos civiles antes del conflicto continuaron. Al mismo tiempo se exaltaba su culto de la personalidad que tenía nuevas alturas de adulación sobre su régimen que tenía el control militar. Tras las victorias iraníes de la primavera de 1982 y el cierre de Siria del oleoducto iraquí Saddam miró a su política de frente interno; una política de austeridad y guerra total fue introducida para que la población entera se movilizara para la guerra. Todos los iraquíes fueron obligados a donar sangre, las demostraciones masivas de lealtad a Huseín se volvieron más comunes y más de 100 000 civiles fueron obligados a partir cañas en las aldeas del sur del país.
Para asegurarse la lealtad de los chiíes, se admitió a muchos de estos en el Partido Baath y en el gobierno. Como parte del apoyo chií iraquí a la guerra el Estado afrontó la restauración la tumba del imán Alí incluso con mármol importado de Italia. A pesar de los costes de la contienda el gobierno hizo generosas contribuciones para los chiíes, así como del comportamiento del ayatola Jomeini, exiliado en Najaf desde 1965 (centro de Irak) y expulsado del país en 1978, momento en que a menudo discutía con los líderes ulemas iraquíes con sus críticas a que los chiíes apoyaran al régimen iraquí, facilitaron que se unieran en la guerra del que era su país, Irak, contra Irán. El periodista británico Patrick Brogan escribió:

Incluso los chiíes de Irak prefirieron la viciosa tiranía de Sadam Huseín, un sunita, antes que el paraíso chií del ayatola: Hussein es un árabe, Jomeini es un persa y 13 siglos de hostilidad no se dispersaron por un sermón de viernes.

Durante los primeros años del conflicto el gobierno iraquí se preocupó por los kurdos para que apoyaran la guerra contra Irán. En 1983 la Unión Patriótica del Kurdistán (UPK) aceptó cooperar con Bagdad, pero el Partido Demócrata del Kurdistán (PDK) se opuso. Ese mismo año Huseín firmó un convenio de autonomía con Yalal Talabani, líder de la UPK, aunque el primero renegaría de su promesa de la autonomía kurda. En 1985 la UPK y el PDK unieron sus fuerzas y el Kurdistán iraquí fue escenario de una guerra de guerrillas que se prolongaría hasta el final de la guerra en 1988. Una campaña de terror se desató en el verano de 1982 con más de 300 oficiales del ejército iraquí que fueron disparados en los campos de batalla y al año siguiente se desató una cacería contra el liderazgo de la comunidad chií con 90 miembros de la familia al-Hakim (una influyente familia de clérigos chiíes como Mohammad Baqir al-Hakim y Abdul Aziz al-Hakim) que fueron arrestados y seis ahorcados; esto se extendió a los kurdos de los que 8000 miembros del clan Barzani, de cuyo histórico líder Masud Barzani, que también es líder del PDK, fueron ejecutados. Desde 1983 fue tal la represión que el historiador israelí Efraim Karsh escribió que eran de «proporciones genocidas». La Campaña al-Anfal fue un intento para pacificar el Kurdistán iraquí.

### Irán
El estallido de la guerra fue considerado por el gobierno iraní como un cambio de sentimiento celestial para defender su posición y consolidar la Revolución Islámica. La guerra se presentó al pueblo iraní como una gloriosa yihad y una prueba del carácter nacional, pues el régimen iraní hizo una política de guerra total e intentó movilizar la nación entera para la lucha. El conflicto agravó la crisis de la economía iraní que ya venía declinando desde la revolución en 1978-79; como resultado de la guerra los estándares de vida cayeron dramáticamente en Irán en la década de los ochenta.
Como parte del efecto de guerra total el gobierno creó un grupo conocido como la Campaña de Reconstrucción que jugó la exención para que cultivaran la tierra los hombres que volvieron del frente. A los trabajadores se les dedujeron de sus nóminas días de salario para ayudar a financiar la guerra y se hicieron campañas masivas para donación comida, dinero y sangre para los soldados. En 1981 casi se desata una guerra civil con duros enfrentamientos en las calles de las ciudades iraníes cuando el izquierdista Mujaheddin e-Khalq (MEK) intentó tomar el poder. En junio del mismo año hubo una lucha callejera entre el MEK y la Guardia Revolucionaria por varios días con cientos de muertos en ambos bandos y se desató una campaña de asesinatos que mató a cientos de oficiales del gobierno hasta finales de ese año. El 28 de junio del mismo año el MEK asesinó al secretario general del Partido de la República Islámica (PRI) Mohammad Beheshtí y el 30 de agosto mató al presidente Mohammad Ali Rajai; en septiembre hubo batallas callejeras entre el MEK y la Guardia Revolucionaria por lo que cientos de izquierdistas iraníes (algunos de los cuales no estaban asociados con el MEK) fueron ahorcados por las autoridades gubernamentales como represalia. Antes de ser vencido el grupo terrorista desató una campaña de bombas y asesinatos que fue respondida con una política de ejecuciones masivas de sospechosos miembros del MEK hasta 1985. El gobierno iraní reprimió una rebelión en el Kurdistán iraní apoyada por Irak siendo ahogada con una campaña de represión sistemática; las manifestaciones estudiantiles antiguerra hechas en 1985 fueron desbaratadas por activistas gubernamentales.
Una de las pocas excepciones para la política represora del gobierno era la tolerancia hacia el pacifista Movimiento de Liberación Islámico (MLI) liderado por el ex primer ministro Mehdí Bazargán. En enero de 1985 Bazargán criticó la guerra después de 1982 en un telegrama a las Naciones Unidas, calificándola de antiislámica e ilegítima, argumentando que Jomeini debería haber aceptado la tregua que ofreció Huseín en 1982 en vez de frustrar el derrocamiento del Baath. El líder religioso iraní se molestó por ese telegrama y emitió una declaración pública en la que defendió la guerra como islámica y justa. 
Para 1987 eran evidentes las señales de desgaste de la moral iraní, reflejándose en el fracaso de las campañas gubernamentales para reclutar «mártires» para el frente. El historiador israelí Efraim Karsh escribió que esas señales de declinación moral en 1987-88 jugaron un gran rol en la decisión de Irán de aceptar el cese de fuego de 1988. El británico Patrick Brogan escribió: La economía se desplomó. La guerra y la revolución cobraron sus bajas. Sólo las industrias bélicas sobrevivieron lo suficiente para prolongar el reclutamiento de los Cuerpos de la Guardia Revolucionaria Islámica; la maquinaria de guerra iraní no era capaz de suplir a los inmensos ejércitos que marchaban a la contienda cantando en los primeros días… El país entró en bancarrota, y como la ley islámica prohíbe la usura, Jomeini interpretó que Irán no debía solicitar préstamos de dinero contra los futuros ingresos del petróleo para enfrentar las expensas de la guerra. El ingreso petrolero pasó de $20 mil millones en 1982 a $5 mil millones en 1988. En una cumbre de la Organización de Países Exportadores de Petróleo (OPEP) en junio de 1988 Arabia Saudí, que había roto relaciones diplomáticas con Irán dos meses antes, vetó una última iniciativa iraní de cortar la producción y subir los precios.
En una carta pública a Jomeini en mayo de 1988, Bazargán escribió: Desde 1986 usted nos proclamaba la victoria y ahora llama a la población para resistir hasta la victoria. ¿Esto no es una admisión de derrota de su parte? Asimismo lo criticó por continuar la guerra teniendo a Irán en quiebra, y por sacrificar a la juventud sin un buen propósito.

## Distinciones y peculiaridades
Irán atacó y destruyó parcialmente el reactor nuclear de Osirak el 30 de septiembre de 1980 con 2 aviones F-4 Phantom II, tras el inicio de la contienda. Este fue el primer ataque sobre un reactor nuclear y únicamente el tercero sobre una planta nuclear en la historia del mundo. Francia reparó el reactor tras el ataque iraní pero en un segundo ataque la Fuerza Aérea de Israel lo destruyó matando a un ingeniero francés y causando que Francia cerrara la planta; esto fue citado como causa de la adquisición iraquí de armas nucleares, que Sadam Huseín anunció en respuesta a la Revolución iraní.
La guerra entre Irán e Irak fue también el primer y único conflicto en la historia bélica en la que ambos bandos usaron misiles balísticos uno contra el otro. La contienda también es la única confirmada de batallas de helicópteros aire a aire en la historia bélica con los Mi-25 iraquíes contra los AH-1 SuperCobra iraníes en numerosas ocasiones. La primera instancia de lucha de esos helicópteros ocurrió el primer día de la guerra (22 de septiembre de 1980) 2 SuperCobras iraníes se deslizaron sobre 2 Mi-25 y los impactaron con misiles guiados antitanque BGM-71 TOW. Uno de estos Mi-25 cayó inmediatamente y el otro quedó tan dañado que se desplomó antes de volver a su base; en otra batalla aérea similar el 24 de abril de 1981, destruyeron 2 Mi-25 sin incurrir a pérdidas. De acuerdo a ciertos documentos desclasificados, los pilotos iraníes lograron un 10 a 1 en una relación mortal sobre los pilotos iraquíes durante los enfrentamientos y esos iraquíes usaban los aviones de alas fijas.

### Ciencia y tecnología
Como en muchas guerras, esta contienda provocó la introducción de mejoras en las ciencias médicas. Por ejemplo, médicos iraníes desarrollaron una nueva forma de intervención quirúrgica para pacientes comatosos con heridas penetrantes en el cerebro para tratar a los soldados heridos en la guerra, que más tarde se estableció en guías de neurocirugía para el tratamiento de civiles que habían sufrido heridas penetrantes en el cráneo. La técnica quirúrgica y sus resultados que previamente había sido usada por el Ejército de Estados Unidos durante la Segunda Guerra Mundial y la guerra de Vietnam fue reemplazada por este nuevo tratamiento modular y que ha sido usada en la congresista estadounidense Gabrielle Giffords beneficiada con las nuevas líneas guías tras ser disparada en la cabeza en 2011.

### Oleadas humanas
El gobierno iraní se hizo famoso por el uso de oleadas humanas para limpiar los campos minados o desvelar las posiciones enemigas durante la guerra. Aunque fue alto el coste de vidas la táctica en ocasiones se mostró eficaz. Los voluntarios Basij eran usados dentro de la movilización de la guerra como un método para inflamar el patriotismo, algo que se vio facilitado por la mística chií del martirio, algo que ya previamente fue usado durante la revolución. Los jóvenes voluntarios hacían visitas a las escuelas y una intensa campaña mediática de proselitismo y enaltecimiento. Según el periodista Robin Wright:

Durante la ofensiva Fateh [en febrero de 1987] yo cubrí el frente suroeste en el lado iraní y oí cantar a los chicos, cuyas edades oscilaban entre los 9 y los 16 años, que proclamaban con entusiasmo que ellos eran voluntarios para convertirse en mártires. Las tropas regulares, los paramilitares guardias revolucionarios y los mulás exhortaban a esos chicos, llamados Basij, para jugar el papel más peligroso en romper las líneas iraquíes. Ellos debían de guiar el camino, pasando sobre los campos de minas antipersonales para despejar la zona para el gran asalto iraní. Tenían bandas blancas en la cabeza que simbolizaban el abrazo de la muerte y gritaban shahid, shahid (mártir, mártir) creyendo que literalmente tenían el camino al cielo. Su número nunca se ha sabido, pero en los suburbios residenciales de las ciudades iraníes ofrecían una pista. Ventana tras ventana, bloque tras bloque, estaban colocadas fotografías, bordeadas de cintas negras, de adolescentes o preadolescentes.

### La guerra de las ciudades
Hacia el fin de la guerra el conflicto terrestre entró a un punto muerto largo en el cual el otro bando usaba artillería autopropulsada o fuerzas aéreas para ayudar en las zonas de avance. Las relativamente profesionales fuerzas armadas iraquíes no podían combatir contra la muy numerosa infantería iraní. Estos no coincidían en ambas cosas y la artillería autopropulsada hacía vulnerables a sus tropas y tanques; eso los obligó a sustituir el poder de la infantería por la artillería.
La Fuerza Aérea de Irak hizo bombardeos aéreos contra las ciudades iraníes, sobre todo la capital Teherán, en 1985. Para minimizar las pérdidas ante la superior Fuerza Aérea de Irán, Irak rápidamente lanzó misiles Scud y Al Hussein. En respuesta Irán lanzó misiles Scud comprados a Libia y Siria contra la capital iraquí Bagdad. Irak lanzó 520 Scuds y Al-Hussein contra Irán y en cambio este lanzó solo 177; en octubre de 1986 un ataque aéreo iraquí destruyó trenes y aviones de pasajeros civiles iraníes, incluyendo el Boeing 737 de Iran Air en el Aeropuerto Internacional de Shiraz.
En respuesta a la Operación Karbala 5, el intento iraní de capturar Basora a inicios de 1987, Irak atacó 65 ciudades en 226 incursiones en 42 días, bombardeando barrios civiles. 8 ciudades fueron atacadas por esos misiles. Las bombas mataron a 65 niños en una escuela elemental en Borujerd. Los iraníes también respondieron con ataques de misiles Scud sobre Bagdad y una escuela primaria fue destruida. Estos eventos se conocen como “la guerra de las ciudades”.

### Derribo de avión de pasajeros iraní por parte del crucero lanzamisiles estadounidense USS Vincennes
El Vuelo 655 de Iran Air fue un vuelo comercial operado por Iran Air entre Bandar Abbas (Irán) y Dubái (Emiratos Árabes Unidos). El domingo 3 de julio de 1988, casi al final de la guerra Irán-Irak, el avión fue derribado justo al sur de la isla de Qeshm por el crucero lanzamisiles estadounidense USS Vincennes (CG-49), matando a sus 290 ocupantes. El Vincennes estaba en aguas territoriales iraníes en este momento. 
Según el Gobierno de Estados Unidos, el Airbus fue confundido con un F-14 de la Fuerza Aérea Iraní. Irán calificó el incidente como un acto de barbarie. Por otra parte, George H. W. Bush, vicepresidente de la Administración Reagan, defendió a su país en las Naciones Unidas y declaró que el derribo del avión fue un incidente de guerra y que la tripulación del Vincennes actuó según el momento. En una conferencia de prensa del 2 de agosto de 1988 él dijo: "Nunca me disculparé por los Estados Unidos de América –No me importa lo que los hechos digan" en referencia al incidente.
Investigaciones posteriores de la revista Newsweek revelaron que el gobierno encubrió muchos hechos de la investigación. El capitán del barco admitió en 1992 que estaban navegando dentro de aguas de Irán, lo cual desmiente la versión oficial de que eran aguas internacionales. El 22 de febrero de 1996, Estados Unidos accedió a pagar a Irán 68 millones de dólares en compensación a las víctimas, pero no pagó por el avión, que tenía un valor de 30 millones de dólares, y nunca se disculpó.

## Posterior al conflicto

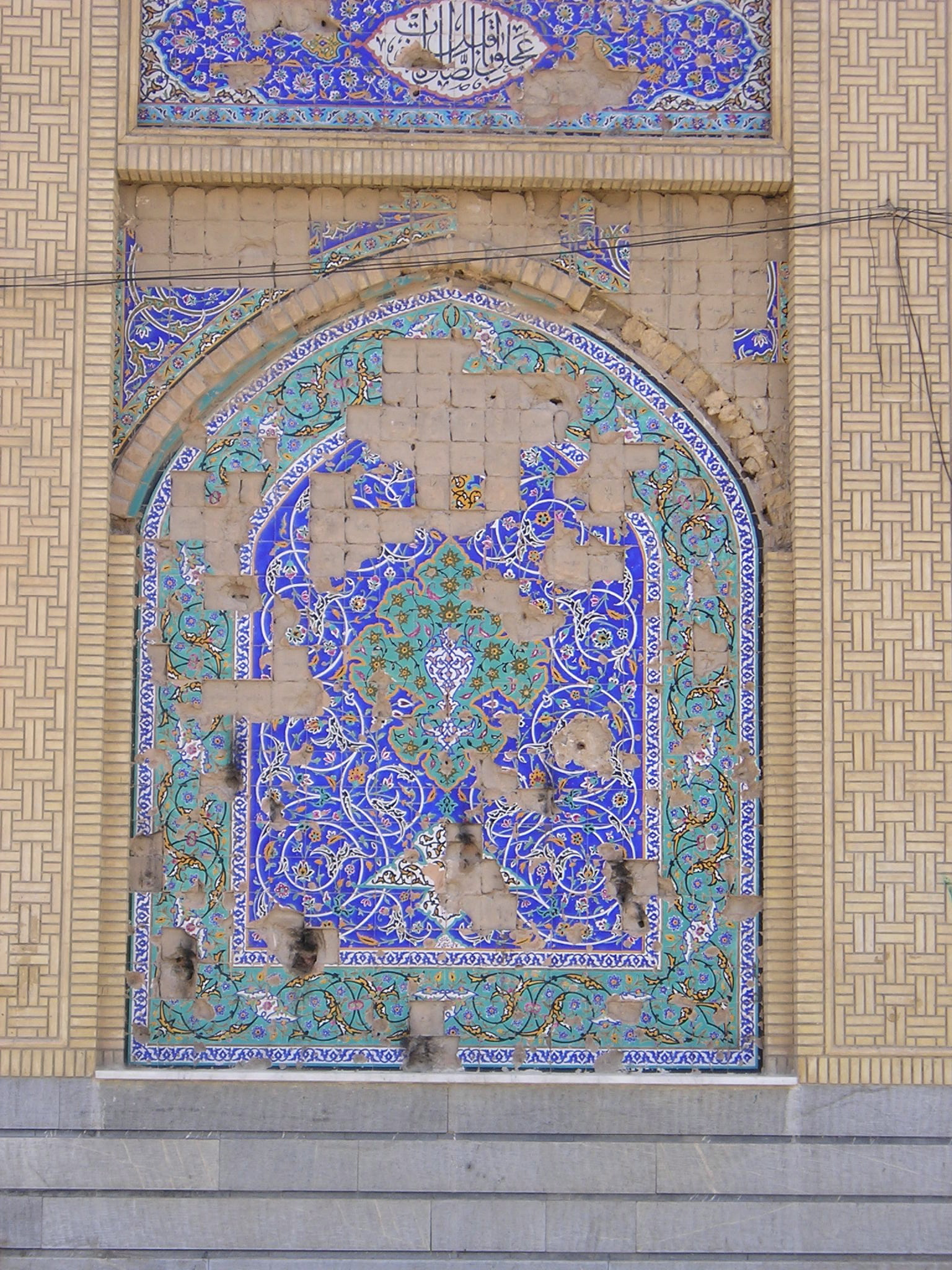
Daños en una mezquita en Jorramchar.

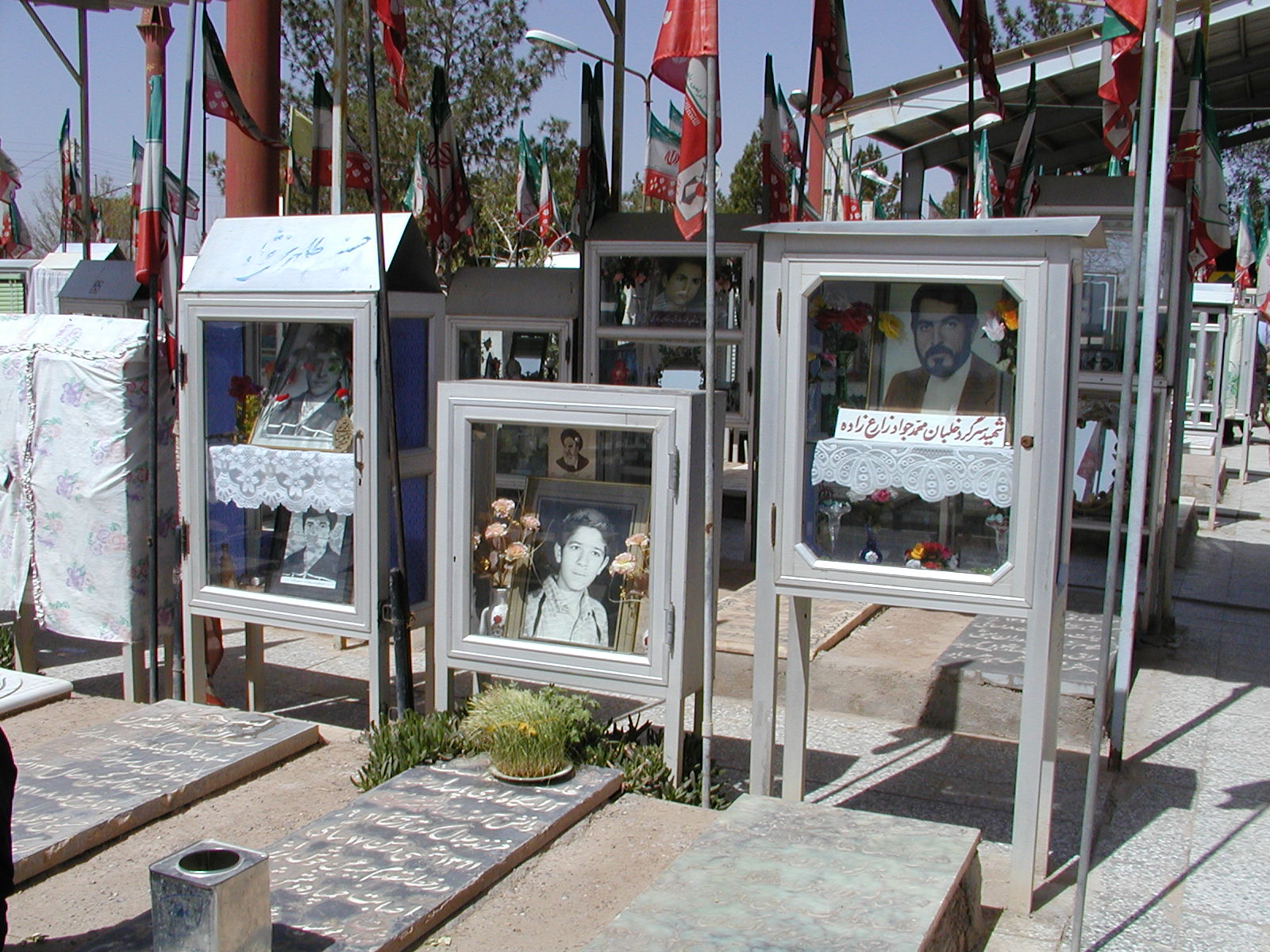
Cementerio de mártires iraníes en Yazd.

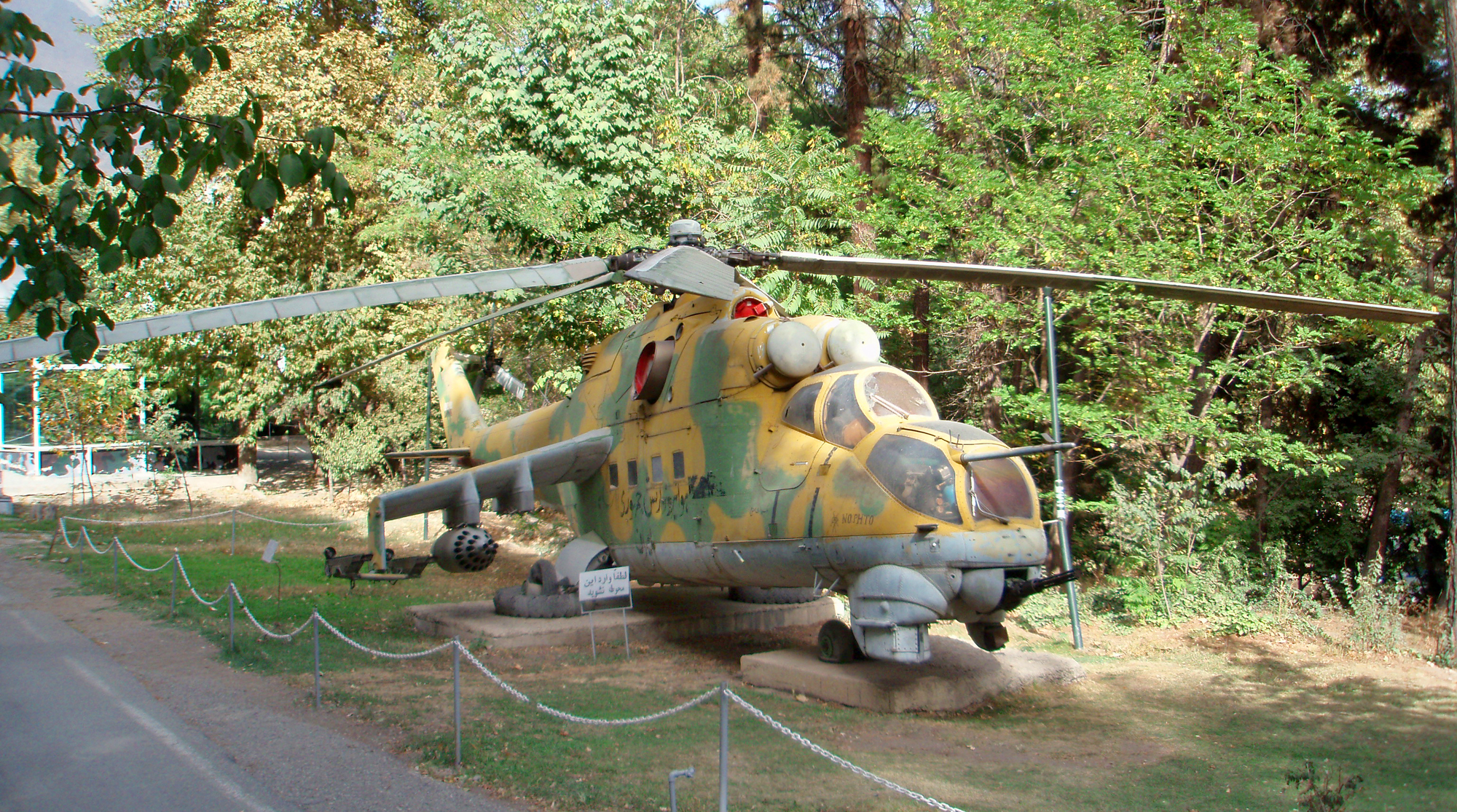
Un helicóptero iraquí Mil Mi-25, recuperado durante la contienda, en un museo militar en Teherán.

La guerra entre Irán e Irak fue extremadamente costosa en vidas y en material, una de las guerras más mortíferas desde la Segunda Guerra Mundial. Ambos países fueron devastados por el efecto bélico. Se estima que el costo de Irán fue de 1 millón de bajas entre muertos y heridos y los iraníes continúan sufriendo y muriendo a consecuencia del uso de armas químicas. Las bajas iraquíes se estiman en 250 000-500 000 muertos o heridos. Cientos de civiles murieron en ambos lados en ataques aéreos y de misiles balísticos.
Las pérdidas financieras también fueron enormes y con el tiempo excedieron los 600 mil millones de dólares para cada país (1,2 billones en total). Pero tras la guerra el coste bélico era muy profundo y grande de lo que lo que sugerían las estimaciones después de la guerra; el desarrollo económico fue pospuesto y las exportaciones de petróleo se interrumpieron. Esas pérdidas económicas fueron de una naturaleza muy seria para Irak que tuvo que incurrir a débitos durante la conflagración comparados con los realmente pequeños débitos de Irán, como este país lo usó de forma sangrienta, pero económicamente con tácticas baratas durante la guerra, en un efecto de sustituir las vidas de los soldados por los fondos financieros durante su defensa. Después de la guerra Irak acusó a Kuwait de ampliar la producción de petróleo para invadir dicho emirato.
Algunos prisioneros de ambos bandos no fueron liberados hasta más de 10 años después del fin de la contienda. Las ciudades de ambos países también sufrieron daños considerables. La Revolución Islámica de Irán se radicalizó y el diario del gobierno iraní Etelaat escribió: “Ninguna escuela singular o ciudad está excluida de la felicidad de la “santa defensa” de la nación, para probar el exquisito elixir del martirio o de la muerte de los mártires que murieron para vivir eternamente en el paraíso.” Etelaat 4 de abril de 1983.
El gobierno iraquí conmemoró la guerra con varios monumentos, incluyendo las Manos de la Victoria y el Monumento Al Shahid, ambos en Bagdad. Las fronteras quedaron sin cambios y 2 años después del fin del conflicto, amenazando una nueva guerra, Saddam reconoció los derechos iraníes sobre el lado este del Arvand Rud, una reversión del statu quo ante bellum. En documentos desclasificados de la inteligencia de Estados Unidos han sido hallados implicaciones internas y externas de Irán de la aparente victoria (en 1982) sobre Irak en el segundo año del conflicto.
El 9 de diciembre de 1991 el secretario general de las Naciones Unidas Javier Pérez de Cuéllar informó lo siguiente al Consejo de Seguridad de la ONU: 

Esas explicaciones de Irak no son suficientes o aceptables para la comunidad internacional como un acto. Según lo destacado del acto bajo las violaciones referidas al ataque del 22 de septiembre de 1980, contra Irán, se justificó bajo la carta de las Naciones Unidas, reconociendo las reglas y principios de ley internacional o principios de moralidad internacional y encausar la responsabilidad para el conflicto. Desde antes del inicio del conflicto había cierta invasión por Irán en suelo iraquí, que esa invasión no justifica la agresión de Irak contra Irán -que fue conocida la ocupación continua del territorio iraní durante la guerra- en violación de la prohibición del uso de la fuerza, que es una de las reglas de la justicia. En una ocasión yo advertí con profundidad a los expertos concluyendo que las armas químicas fueron usadas contra civiles iraníes en un área adyacente a los centros urbanos carentes de protección contra esos ataques
(anexo s/20134).

 El consejo expresó su consternación sobre el asunto y su condena en la Resolución 620 (1988), adoptada el 26 de agosto del mismo año. En 2005 el nuevo gobierno de Irak se disculpó por iniciar la guerra.